# Jingi-kan
'Jingi-kan' (神祇官, Departamento de Cultos)  também conhecido como o Departamento de Assuntos Xintoístas , começou a fazer parte da instituição imperial japonesa a partir do Século VIII, como determinação do Ritsuryō estabelecido pelo Código de Taihō em 701.

## História
Esta hierarquia administrativa Xintoísta foi um espelho intencional do seu homólogo chinês, o Ministério dos Ritos (禮部). O Jingi-kan era responsável pela supervisão do clero e dos rituais xintoístas  em todo o país. Ele foi chefiada pelo Jingi-haku (神祇伯).
No Japão feudal , o Jingi-kan se tornou o último edifício sobrevivente do Palácio Heian . Durante a Guerra Jōkyū em 1221, a maior parte do palácio foi evacuada e caiu em desuso; somente o Jingi-kan permaneceu em funcionamento. Um livro de memórias de 1624 escrito por um Jingi-haku relata que o Jingi-kan ainda estava sendo usado em 1585 e  que foi demolida durante uma reforma. Em 1626, um edifício temporário foi construído para realizar cerimônias adicionais.
Foi reintegrado em 1869 com o início do Período Meiji , mas foi rapidamente substituído por um sistema mais "moderno" em sintonia com as instituições ocidentais. Um sistema de oferendas (Hohei) para os 3132 kami consagrados em todo o país foi instituído.